# Jakub Kresa
Jakub Kresa, častěji psáno Jakub Kreza, španělsky Jacob Kresa, latinsky Jacobo Kreysa (19. července 1648 Smržice – 28. července 1715 Brno), byl český jezuitský matematik doby baroka.

## Život
Jakub Kresa studoval na gymnáziu v Brně a v 19 letech se stal příslušníkem jezuitského řádu. V letech 1669-70 vyučoval na gymnáziu v Litoměřicích. V letech 1670–73 pokračoval ve studiu na pražské filozofické fakultě. Po krátkém působení opět v Litoměřicích se do Prahy vrátil v roce 1675 a pokračoval ve studiu matematiky a teologie. V roce 1680 byl vysvěcen na kněze. Po krátkém pobytu v Telči se stal v roce 1681 profesorem hebrejštiny na Olomoucké univerzitě, získal doktorát a v roce 1682 začal přednášet matematiku.
Ve školním roce 1685–86 již přednášel matematiku na pražské univerzitě. V roce 1686 Kresa odešel na univerzitu do Madridu, kde působil 15 let, ale dle potřeby přednášel i na královské námořní škole v Cádizu. Za svou práci a zejména překlad 8 knih Eukleidových Základů do španělštiny byl nazýván „Eukleidem Západu“. V roce 1701 se Kresa vrátil do Prahy a stal se profesorem teologie na Karlo-Ferdinandově univerzitě. V letech 1704–13 působil Kresa opět ve Španělsku. Po svém návratu do vlasti odešel Kresa do Brna, kde zemřel a byl pohřben. Jeho ostatky jsou uloženy v prosklené rakvi v kryptě brněnského jezuitského kostela Nanebevzetí Panny Marie.
Po Kresově smrti vyšlo v Praze v roce 1720 dílo Analysis speciosa trigonometriae sphaericae … Druhá kniha tohoto spisu obsahuje goniometrické funkce a rovinnou trigonometrii, třetí je věnována trigonometrii sférické. Jakub Kresa zde jako jeden z prvních matematiků používá k vyjádření vzorců algebraickou symboliku.